# NGC 2301
NGC 2301 là một cụm sao mở trong chòm sao Kỳ Lân. Nó được phát hiện bởi William Herschel vào năm 1786. Nó có thể nhìn thấy qua ống nhòm 7x50 và nó được coi là cụm mở tốt nhất cho các kính thiên văn nhỏ trong chòm sao. Nó nằm ở 5 ° WNW của Monocerotis delta và 2 ° SSE của 18 Monocerotis. Ngôi sao sáng nhất của cụm sao là một ngôi sao phụ G8 màu cam có cường độ 8,0 độ, nhưng có thể đó là một ngôi sao tiền cảnh. Các cụm cũng chứa những người khổng lồ màu xanh. Ngôi sao dãy chính sáng nhất là ngôi sao B9 có cường độ 9,1.